# UCI-wedstrijdcategorieën
De Internationale Wielerunie (UCI), de overkoepelende organisatie voor de wielersport, hanteert een classificatiecode om wielerkoersen in te delen. Voor het wegwielrennen is deze code is opgebouwd uit twee elementen. Het eerste element heeft betrekking op het type koers en het tweede op de moeilijkheid/zwaarte en significantie van de betreffende koers, waarbij het eerste gedeelte door een cijfer wordt weergegeven en het tweede gedeelte door een cijfer of afkorting. Soms wordt ter nadere specificatie een derde element gebruikt, bijvoorbeeld om onderscheid te maken tussen de verschillende leeftijdscategorieën. Dit systeem van indelen is bij het wegwielrennen gelieerd aan het beoordelingssysteem dat de UCI hanteert voor het toekennen van punten aan renners voor de UCI World Ranking.
Het eerste deel van de classificatiecode geeft aan of de wedstrijd meerdaags (2) of eendaags is. Het tweede gedeelte geeft het niveau van de wedstrijd aan, respectievelijk van hoogst naar laagst UWT/WWT, Pro, 1 en 2. NCup wordt eveneens als tweede deel gebruikt, en geeft aan dat het over een UCI Nations' Cup-wedstrijd gaat waarbij er met nationale junioren- of beloftenploegen wordt gereden. Wanneer een U wordt toegevoegd aan het einde van de code, gaat het over een beloftenwedstrijd die buiten de Nations' Cup valt. Kampioenschappen vallen buiten deze categorieën en krijgen hun eigen codes, die ook gelden voor de andere disciplines die op deze evenementen worden verreden.
Hieronder volgt een lijst van alle door de UCI gehanteerde classificatiecodes.
| Code   | Betekenis                                                         | Voorbeeld                |
| ------ | ----------------------------------------------------------------- | ------------------------ |
| 1.UWT  | Eendaagse wedstrijd uit de UCI World Tour                         | Ronde van Vlaanderen     |
| 1.WWT  | Eendaagse wedstrijd uit de UCI Women's World Tour                 | Trofeo Alfredo Binda     |
| 2.UWT  | Meerdaagse wedstrijd uit de UCI World Tour                        | Ronde van Frankrijk      |
| 2.WWT  | Meerdaagse wedstrijd uit de UCI Women's World Tour                | Ronde van Italië         |
| 1.Pro  | Eendaagse wedstrijd in de UCI ProSeries en UCI Women's ProSeries  | Nokere Koerse            |
| 2.Pro  | Meerdaagse wedstrijd in de UCI ProSeries en UCI Women's ProSeries | Wielerweek van Valencia  |
| 1.1    | Eendaagse wedstrijd van niveau 1 in de UCI Continental Circuits   | Festival Elsy Jacobs     |
| 2.1    | Meerdaagse wedstrijd van niveau 1 in de UCI Continental Circuits  | Baloise Ladies Tour      |
| 1.2    | Eendaagse wedstrijd van niveau 2 in de UCI Continental Circuits   | Ronde van de Achterhoek  |
| 2.2    | Meerdaagse wedstrijd van niveau 2 in de UCI Continental Circuits  | Ronde van Servië         |
| *.*U   | Beloftenwedstrijd                                                 | Trofeo Piva              |
| 1.Ncup | Eendaagse wedstrijd uit de UCI Nations' Cup                       | Clásica de Jaén          |
| 2.NCup | Meerdaagse wedstrijd uit de UCI Nations' Cup                      | Orlen Nations Grand Prix |
| CC     | Continentale kampioenschap                                        | Aziatisch kampioenschap  |
| CM     | Wereldkampioenschap                                               | Wereldkampioenschap      |
| JC     | Continentale Spelen                                               | Afrikaanse Spelen        |
| JO     | Olympische Spelen                                                 | Olympische Spelen        |
| JR     | Regionale Spelen                                                  | Pan-Arabische Spelen     |
| NC     | Nationale kampioenschap                                           | Canadees kampioenschap   |

Voor het para-cycling wordt een classificatiesysteem gebruikt om de atleten in te delen op basis van de mate van activiteitsbeperking die ze ondervinden door hun beperking. Er zijn vier grote groepen, de B-divisie voor tweewielers, de T-divisie voor driewielers, de H-divisie voor handfietsen en de B-divisie voor tandems. Binnen deze groepen vindt er een verdere classificatie plaats in 13 groepen voor zowel mannen als vrouwen, namelijk B, C1 t.e.m. C5, H1 t.e.m. H5 en T1 t.e.m. T2. In het baanwielrennen worden enkel tweewielers en tandems gebruikt.
Een soortgelijk systeem zoals voor het wegwielrennen bestaat ook voor andere wielerdisciplines, deze worden hieronder opgesomd.

## Baanwielrennen
| Code | Betekenis                       |
| ---- | ------------------------------- |
| CDN  | Wedstrijd in de UCI Nations Cup |
| CL1  | Wedstrijd van niveau 1          |
| CL2  | Wedstrijd van niveau 2          |

## Mountainbiken
| Code | Betekenis                                    |
| ---- | -------------------------------------------- |
| HC   | Eendaagse wedstrijd buiten categorie         |
| SHC  | Meerdaagse wedstrijd buiten categorie        |
| 1    | Eendaagse wedstrijd van niveau 1             |
| S1   | Meerdaagse wedstrijd van niveau 1            |
| 2    | Eendaagse wedstrijd van niveau 2             |
| S2   | Meerdaagse wedstrijd van niveau 2            |
| 3    | Eendaagse wedstrijd van niveau 3             |
| CDM  | Wedstrijd uit de Wereldbeker mountainbike    |
| CMM  | Wedstrijd uit de World Masters Championships |
| CS   | Wedstrijd uit de Continental Series          |

## BMX
| Code | Betekenis                        |
| ---- | -------------------------------- |
| HC   | Wedstrijd buiten categorie       |
| C1   | Wedstrijd van niveau 1           |
| C2   | Wedstrijd van niveau 2           |
| CDM  | Wedstrijd uit de Wereldbeker BMX |

## Veldrijden
| Code | Betekenis                                    |
| ---- | -------------------------------------------- |
| C1   | Wedstrijd van niveau 1                       |
| C2   | Wedstrijd van niveau 2                       |
| CDM  | Wedstrijd uit de Wereldbeker veldrijden      |
| CMM  | Wedstrijd uit de World Masters Championships |

## Gravelfietsen
| Code | Betekenis                              |
| ---- | -------------------------------------- |
| CPTG | Wedstrijd behorend tot Cycling For All |
| UGS  | Wedstrijd uit de UCI Gravel Series     |